# 布雷维莱尔 (索姆省)
布雷维莱尔（法語：Brévillers）是法国皮卡第大区索姆省的一个市镇，属于亚眠区杜朗县。该市镇2009年时的人口为108人。

## 人口
布雷维莱尔人口变化图示
| 数据来源：INSEE |